# 오하마촌 (시마네현)
오하마촌(大浜村)은 시마네현 니마군에 있던 촌이다. 현재의 오다시의 일부에 해당한다.

## 역사
- 1889년 4월 1일 - 정촌제 시행에 의해 니마군 오하마촌이 성립하였다.
- 1941년 8월 1일 - 유노쓰정에 편입해, 동일 오하마촌은 폐지되었다.

## 교통

### 철도
- 철도성
  - 산인 본선

## 참고문헌
- 角川日本地名大辞典 32 島根県
- 『市町村名変遷辞典』東京堂出版、1990年。